# Elecciones presidenciales de Kirguistán de 2011
Las elecciones presidenciales de Kirguistán para el período 2011-2017 se llevaron a cabo el 30 de octubre, con la finalidad de reemplazar a la presidenta provisional Rosa Otunbáeva. Fueron las primeras elecciones democráticas de Kirguistán, ocurridas tras la revolución de 2010 que derrocó a Kurmanbek Bakíev y convirtió al país en una república parlamentaria. El anterior primer ministro, y uno de los principales impulsores de la revolución, Almazbek Atambayev, líder del Partido Socialdemócrata de Kirguistán, ganó en primera vuelta con el 62,2% de los votos, en una participación del 61,28% del electorado. Asumió el 1 de diciembre, convirtiéndose en el primer Presidente democrático de Kirguistán, y el primero en recibir el cargo de manos del anterior presidente voluntariamente.

## Antecedentes
La elección había seguido a los disturbios de 2010 que derrocaron a Kurmanbek Bakíev. El derrocamiento de Bakíev había sido provocado, entre otras cosas, por la crisis energética que afectaba al país desde 2009, y la dependencia política de Rusia cada vez más acentuada. Además, la administración de Bakíev incumplió la mayoría de las promesas políticas hechas inicialmente, tales como la eliminación del poder casi absoluto que ostentaba el Presidente en virtud de la constitución presidencialista de 1993. Previamente, Bakíev había llegado al poder como consecuencia de la Revolución de los Tulipanes, que había derrocado al autoritario Askar Akayev, el cual había regido el país desde la independencia, por lo que nunca antes en el país un Presidente había entregado voluntariamente el poder a otro.

## Referéndum constitucional

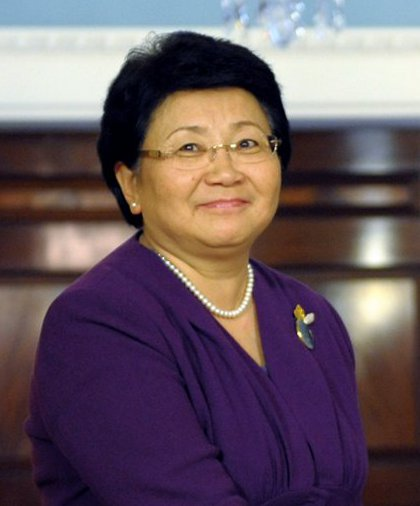
Rosa Otunbáeva, Presidenta provisional entre 2010 y 2011.

Tras el derrocamiento de Bakíev, se formó un gobierno provisional dirigido por Rosa Otunbáeva, que fue reconocida como Presidenta constitucional por el parlamento. El 19 de mayo, se anunció que las elecciones presidenciales no se celebrarían el 10 de octubre, junto con las elecciones parlamentarias, sino el 30, y que Otunbáeva seguiría siendo presidente hasta el 31 de diciembre de 2011. Un mes más tarde, el 27 de junio aprobó, mediante un referéndum que solo contenía la pregunta "Democracia, ¿sí o no?", una constitución parlamentaria que recortaba en gran medida los poderes del Presidente, y del primer ministro. Además, se reemplazaba el mandato constitucional vigente por uno de seis años, pero prohibiendo expresamente su reelección. Debido a esto, Otunbáeva decidió no presentarse a la elección.
De acuerdo con la nueva constitución, el poder legislativo descansa en un parlamento, denominado Jogorku Kenesh, compuesto por una única cámara de 120 diputados. Mediante la reforma se estableció que ningún partido pudiera controlar más de 65 escaños, con la intención de evitar mayorías absolutas que dejen inoperantes al resto de partidos. Al contrario, se aseguraban algunos derechos a los partidos minoritarios, como las presidencias de los comités de presupuesto y asuntos legales. Asimismo, se incluyen limitaciones a la inmunidad de los diputados.
El Jogorku Kenesh elegido en 2010 estuvo formado por parlamentarios de cinco partidos: Ata-Zhurt, el Partido Socialdemócrata, Respublika, Ar-Namys y el Partido Socialista Ata-Meken, con una coalición que, si duraba el gobierno hasta finales de 2016, dejaría a Ata-Zhurt como único partido de oposición. Sin embargo, la coalición colapsaría tras una crisis económica pocos meses más tarde, después de las elecciones presidenciales, y sería reemplazada por una nueva.

## Candidatos

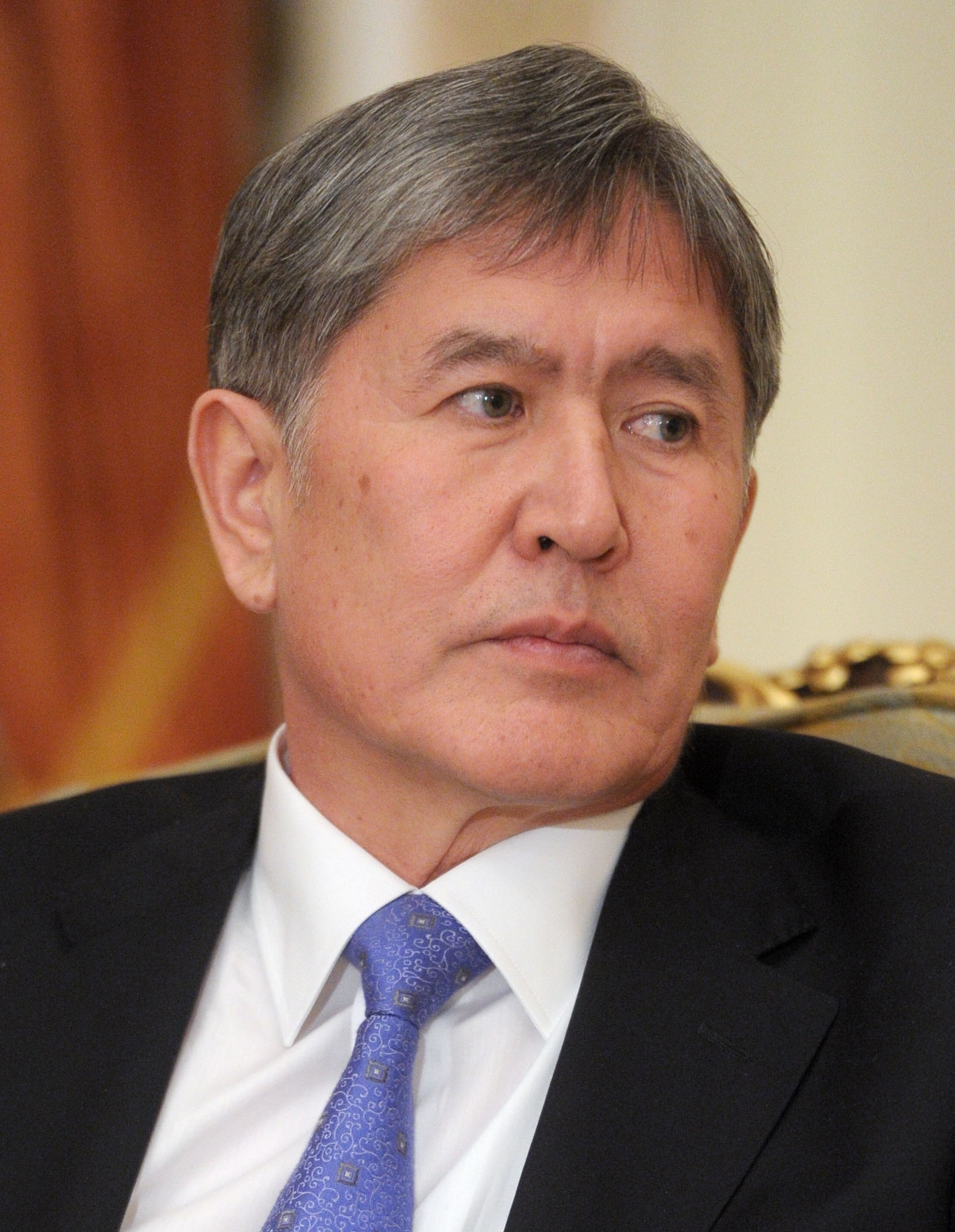
El presidente de Kirguistán, Almazbek Atambayev, en una reunión con el primer ministro Vladímir Putin.

La Comisión Electoral Central anunció que ochenta y tres candidatos se presentaron para participar en la elección antes de la fecha límite del 16 de agosto. Dieciséis partidos políticos presentaron a sus candidatos, mientras que el resto eran candidatos independientes. Los candidatos tenían que recoger 30.000 firmas, pagar una cuota de 100.000 som kirguises y aprobar un examen de idioma televisado para funcionar para el cargo de presidente. Dieciséis candidatos fueron entonces calificados para participar en la elección.
Los candidatos incluían al primer ministro Almazbek Atambayev, líder del Partido Socialdemócrata de Kirguistán, que renunció al cargo en septiembre para postularse, fue visto por las encuestas como "El Abanderado de las Reformas"; al exministro de Situaciones de Emergencia Kamchybek Tashiev, líder del partido de Atá-Jurt; el exjefe del Estado de Seguridad Adakhan Madumarov; el exfiscal General Kubatbek Baibolov; Sooronbay Dyikanov; el expresidente del Tribunal Supremo de Kirguistán, Kurmanbek Osmonov; y el antiguo alcalde de Biskek, Marat Sultanov.
Omurbek Tekebayev, líder del opositor Partido Socialista Ata Meken, y uno de los principales líderes opositores del país, que ya había participado en las elecciones de 1995 y 2000, declaró que no sería candidato a la presidencia el 22 de septiembre.

## Campaña

Mapa que muestra los resultados por distrito, el azul es Atambayev, el rosa es Madumarov y el amarillo es Tanishev.

A pesar de encontrarse de licencia como primer ministro, Atambayev tenía la mayoría de los fondos estatales a su favor para su campaña y ganó una parte significativa de la exposición mediática, por lo que dijo que tenía amplias posibilidades de ganar en primera vuelta. Durante su campaña, declaró: "Tengo grandes esperanzas;. Es el momento para nuestro país para vivir, lograr la armonía y florecer, la gente está cansada de batallas políticas y reuniones." Sin embargo Tashiyev y Adakha Madumarov en múltiples ocasiones sugirieron que podría haber manipulación de votos durante la elección. Tashiyev dijo que: "Lo más importante es que no debería haber ninguna evidencia de fraude y los resultados de las elecciones no deben ser falsificados."
Otro tema preocupante durante las elecciones eran las tensiones e inestabilidad política posteriores a la revolución. A raíz de los disturbios étnicos en el año 2010, las tensiones entre los kirguises y uzbekos indígenas seguían siendo volátiles en el sur con la región era vista como un campo de batalla político.
La CCA anunció el 21 de julio que había acreditado 40 empresas de radiodifusión y televisión, así como 103 medios de comunicación, para cubrir las elecciones, sin embargo, se negó la posibilidad de hacerlo a 11 agencias de noticias de Internet. La OSCE dijo que casi 400 observadores internacionales de 41 países seguirían de la elección. Las encuestas y sondeos previos a la elección dejaban en claro que Atambayev era el candidato favorito en el norte del país, mientras que Tashiev era su mayor oponente en el sur.

## Resultados
El ex primer ministro Atambayev ganó la elección presidencial por un amplio margen en la primera ronda y se convirtió en el nuevo presidente de Kirguistán. Madumarov quedó segundo con casi el 15%, y en tercer lugar Tashiev con el 14%. Ninguno de los otros candidatos sobrepasó el 1%. La participación superó el 50% necesario para que la elección fuera considerada válida. Después de votar, Atambayev afirmó que: "Un sistema parlamentario es más adecuado para el espíritu nómada del pueblo kirguís". Después de que el 95% de los votos sugirerían Atambayev tenía más del 60%, su portavoz de la campaña Kadyr Toktogulov dijo que "Atambayev obtuvo una victoria nacional. Hay una muy pequeña fracción de la cantidad de votos que obtuvo en el norte y el sur".
Douglas Wake, un monitor de la Oficina de Instituciones Democráticas y Derechos Humanos, dijo que la elección era competitiva, pero había algunos problemas en lo que respecta a las listas de votantes y la transparencia del proceso. Sooronbay Dyikanov dijo que no podía votar porque su nombre no figuraba en la lista de votantes. El comité electoral central dijo que esto era un error, y las comisiones electorales regionales fueron los que eran responsables de esto. Al mismo tiempo Dyikanov dijo que fue hecho deliberadamente. Hubo numerosos otros votantes que no podían votar por la misma razón. Adakhan Madumarov y otros cinco candidatos dijeron que rechazarían el resultado ya que varias personas no pudieron votar de acuerdo con sus "derechos constitucionales" y que se había producido el voto múltiple.
El principal problema con respecto a la elección era la baja participación entre los votantes del sur y la posibilidad de fraude electoral en el norte, donde Atambayev era más popular. Además, se supuso que la participación de los votantes en el extranjero sería mínima debido a una modificación de la ley electoral ordenaba a los votantes en el extranjero que emitieran sufragio en un consulado. Para 2010, fuera de Kirguistán vivían alrededor de 700.000 a un millón de ciudadanos kirguises (20% de la población total del país y hasta un 35% del electorado), pero la nueva ley les exigía un traslado difícil e incómodo para poder votar. Un claro ejemplo es Rusia, que es el país más grande del mundo y en el cual existe una población de cerca de 600.000 ciudadanos kirguises (85% de la población en el extranjero) pero hay solo tres consulados (Moscú, Yekaterinburgo y Novosibirsk) en todo el territorio, dificultando o de plano quitando a cientos de miles de kirguises la posibilidad de votar. De este modo, de los aproximadamente 700.000 kirguises fuera del país, solo 38.056 se registraron para votar y solo 3.084 votaron, generando una participación del 8% en un electorado ya de por sí recortado.
|  | 63,52 % |

|  | 14,78 % |

|  | 14,32 % |

|  | 0,91 % |

|  | 0,87 % |

|  | 0,84 % |

|  | 0,83 % |

|  | 0,73 % |

|  | 0,47 % |

|  | 0,31 % |

|  | 0,18 % |

|  | 0,13 % |

|  | 0,11 % |

|  | 0,10 % |

|  | 0,07 % |

|  | 0,07 % |

|  | 97,23 % |

|  | 0,72 % |

|  | 2,05 % |

|  | 100,00 % |

|  | 61,28 % |